# Покровка (Чистоозёрный район)
Покро́вка — село в Чистоозёрном районе Новосибирской области России. Входит в состав муниципального образования Новокулындинский сельсовет.

## География
Село расположено в пределах Барабинской низменности, в 16 километрах к северо-западу от посёлка городского типа Чистоозёрное, в 2-х километрах от остановочной платформы 56 километр на железной дороге Татарская — Карасук.

## История
Село основано в 1896 году добровольными переселенцами.

## Население
| 1996 | 2002 | 2007 | 2010 |
| ---- | ---- | ---- | ---- |
| 306  | ↘298 | ↘290 | ↘245 |

Покровка занимает 20 место по численности населения среди всех населённых пунктов Чистоозёрного района.

## Экономика
Крупнейшее предприятие села — колхоз «Покровский». Предприятие специализируется на мясо-молочном животноводстве, основная продукция — молоко, мясо крупного рогатого скота. Численность работников по данным на 2007 год — 55 человек.

## Транспорт
От села к райцентру идёт щебёночная дорога, протяжённость которой составляет 18 километров.
В двух километрах от села на железной дороге Татарск — Карасук расположена остановочная платформа 56 километр.

## Достопримечательности
- Церковь Покрова Пресвятой Богородицы. Церковь была построена в 1900—1910-е годы по заказу Акмолинской епархии на площади в центре села. По данным на 2000 год сохранилась большая часть церкви, но утрачена колокольня, снесены купола. Несмотря на это, церковь все равно представляет высокую архитектурную ценность[7]. В 2007 году губернатором Новосибирской области Виктором Толоконским подписано распоряжение о проведении ремонтно-реставрационных работ[8].